# Chicahuaztli
El chicahuaztli es un instrumento de percusión de origen azteca. Se trata de un bastón en forma de rayo de sol, en cuya parte superior había una esfera de bronce que contenía semillas o perdigones de metal y se hacía sonar a manera de sonaja. Estos elementos se asociaban a las deidades del agua, la fertilidad y la vida, especialmente Xipe Tótec y Tláloc.
Xipe Tótec usaba el chicahuaztli para dar inicio a los rayos para atraer lluvia enfocado en el crecimiento del maíz, donde algunas veces el instrumento era representado como una serpiente.

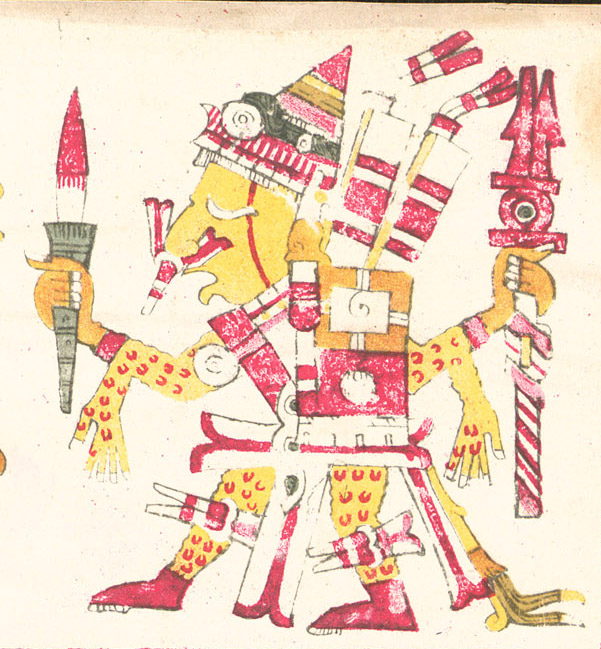
Xipe Tótec sosteniendo el chicahuaztli con su mano izquierda, en su derecha sostiene un cuchillo, Códice Borgia.